# Abhinayadarpana
Abhinayadarpana (Abhinaya-darpana o  Abhinaya Darpana, in sanscrito Lo Specchio dei Gesti), è uno dei più importanti trattati sulla danza Bharatanatyam composti in sanscrito. L'opera, che già esisteva nel XIII secolo, è di difficile datazione ed è attribuita a Nandikeshvara.
L'Abhinayadarpana è inteso come una sintesi del più ampio Bharatarnava, altro testo sulla danza attribuito a Nandikeshvara.

## Trama
Nell'Abhinayadarpana vengono trattati in modo sintetico ma preciso i gesti che un/una danzatore/danzatrice dovrà usare per interpretare le varie scene e le sue caratteristiche fisiche più importanti di bellezza.
Si tratta di un codice che abbina ogni gesto delle mani, della testa, del collo, dei piedi a specifici elementi della realtà; è importante per il suo valore religioso.

## Edizioni
Il testo è stato tradotto in inglese da Ananda Coomaraswamy.
La traduzione italiana è a cura di Pietro Chierichetti: 
- Nandikeśvara, Abhinayadarpana, Alfredo Ferrero Editore, Ivrea, 2010, ISBN 9788896960004